# هوكيسفاغن
هوكسواغن (بالألمانية: Hückeswagen) هي بلدة ألمانية تقع في ألمانيا في أبربرجسشر كريس ‏.[بحاجة لمصدر] يقدر عدد سكانها بـ 16,328 نسمة .

## المدن التوأمة
مدن كونيغز فوسترهاوزن و إتابلس هي مدن توأمة لـهوكسواغن.

## أعلام
- بيتر شيفر
- كارولا ليبنج